# Holy Potatoes! We're in Space?!
Holy Potatoes! We're in Space?! est un jeu vidéo de type rogue-like développé par Daylight Studios et édité par Daedalic Entertainment, sorti en 2017 sur Windows, Mac et Linux.

## Accueil
- Canard PC : 6/10[1]